# Chem
Chem はCell Pressが刊行する化学関連の科学学術雑誌。

## 概要
2016年に主に生化学を扱う学術雑誌として創刊され、M30L60型錯体が表紙を飾った。